# Реммерт, Александр Адольфович
Ре́ммерт Алекса́ндр Адо́льфович (28 июня (10 июля) 1861, Санкт-Петербург — 1931) — офицер Российского императорского флота, специалист в области минного дела, корабельной электротехники и радиосвязи, один из инициаторов внедрения радиотелеграфа на флоте, генерал-лейтенант флота.

## Биография
Родился 28 июня (10 июля) 1861 года в Санкт-Петербурге, в семье военного врача, главного военно-медицинского инспектора, начальника Главного военно-медицинского управления Российской армии действительного тайного советника Адольфа Александровича Реммерта. В 1878 году Александр Реммерт окончил гимназию в Тифлисе.

### Служба в Российском императорском флоте
6 октября 1878 года был зачислен воспитанником в Морской кадетский корпус. После окончания учёбы 27 сентября 1882 года произведён в мичманы. С августа 1885 года находился в заграничном плавании на клипере «Вестник» в Тихом океане. Весной 1888 года вернулся в Россию из Японии на клипере «Наездник».
7 октября 1888 года зачислен штатным слушателем по гидрографическому отделу в Николаевскую морскую академию. 1 апреля 1890 года произведён в лейтенанты, в том же году окончил академию.
В 1891 году назначен командиром 6-й роты команды корвета «Скобелев», затем переведён в 1-й флотский экипаж и назначен флаг-офицером в штабе младших флагманов 1-го флотского дивизиона. В 1892 году назначен флаг-офицером штаба Командующего практической эскадры Балтийского моря. 17 октября 1892 года зачислен слушателем Минного офицерского класса (XVIII выпуск) в Кронштадте, где познакомился с А. С. Поповым.
15 сентября 1893 года получил звание — минный офицер 2-го разряда — и был назначен минным офицером эскадренного броненосца «Наварин». В 1895 году стал минным офицером 1-го разряда. С 15 августа 1896 года исправлял должность флагманского минного офицера отряда судов Средиземного моря. В 1897 году, за устройство судовыми средствами первого во флоте электрического управления рулём броненосца «Наварин» с помощью электродвигателей французской фирмы «Сотер и Харлеи» и организацию стрельб минами Уайтхеда с броненосца, Реммерту пожалован орден Святой Анны 3-й степени. Систему электрического управления рулём Реммерт предложил установить также на крейсерах «Рюрик» и «Россия».
18 марта 1898 года назначен старшим офицером «Наварина», а 21 сентября того же года — флагманским минным офицером Тихоокеанской эскадры.
В конце 1899 и начале 1900 года участвовал в работах по организации беспроводной телеграфной связи между островами Гогланд и Кутсало для содействия операции по спасению броненосца «Генерал-адмирал Апраксин» — руководил возведением телеграфной станции на Кутсало.
В марте 1900 года произведён в капитаны 2-го ранга «за отличие». 1 ноября 1900 года назначен старшим офицером броненосца «Победа», который находился на этапе достройки. С 1901 года преподавал в Кронштадтской минной школе. В мае 1904 года назначен на должность заведующего делом беспроволочного телеграфирования в Морском ведомстве с прикомандированием в распоряжение Главного инспектора Минного дела. Летом 1904 года в помощь Реммерту «для работ по устройству телеграфирования без проводов на судах 2-й эскадры» был назначен лейтенант В. Н. Кедрин, который по итогам поездки в августе 1904 года в Берлин и Вену представил сравнительные характеристики отечественной аппаратуры и зарубежной — фирмы «Телефункен». Сравнение оказалось не в пользу отечественной, которая в основном приобреталась у фирмы Дюкрете и лишь в небольшом количестве изготавливалась по этим же образцам в Кронштадтской мастерской, руководимой Е. Л. Коринфским. Реммерт в своём заключении на доклад Коринфского, отстаивающего мнение о соответствии аппаратуры другим зарубежным образцам, писал:
Несмотря на то обстоятельство, что идея телеграфирования без проводов возникла и создалась в России, иностранцы нас настолько обогнали, что станции, выделанные у нас, считаются самыми примитивными.
С учётом мнения Реммерта и заключённого контракта на поставку аппаратуры «Телефункен» не планировалось на новые корабли «ставить станции выделки Кронштадтской мастерской».
В октябре 1904 года внёс предложение в Морское ведомство о введении во флоте специальности «телеграфист» и об организации в минной школе Балтийского флота особого класса «для обучения теории и практике беспроволочного телеграфа». Им же были разработаны «Положение о телеграфистах Морского ведомства», «Положение о классе для телеграфистов», «Программа класса телеграфистов по беспроволочному телеграфированию».
26 сентября 1905 года назначен командиром строящегося минного заградителя «Енисей», одновременно ему поручена организация радиотелеграфного дела на флоте.

В 1907 году Реммерту были поручены работы по оборудованию радиотелеграфной мастерской, склада и лаборатории в одном из освобождаемых заводских зданий в западной части Васильевского острова. В 1908 году удалось получить средства на капитальный ремонт и переоборудование здания под это предприятие, которое получило название Радиотелеграфное депо Морского ведомства, а его деятельность началась осенью 1910 года. В докладе Морского технического комитета от 29 ноября 1910 года отмечалось, что «выделываются четыре телефонных усилителя системы надворного советника Никифорова и вращающийся разрядник по проекту капитана 1-го ранга Реммерта». В 1911 году производилось до десятка наименований изделий. Официальное открытие Радиотелеграфного депо, где Реммерт выступил со вступительной речью, состоялось 16 января 1913 года. На торжественном открытии среди множества приглашённых представителей военных и гражданских ведомств присутствовали вдова А. С. Попова — Р. А. Попова, профессора А. А. Петровский (первый начальник Радиотелеграфной лаборатории, с 1 января по 30 декабря 1912 года), Н. А. Булгаков, П. С. Осадчий, инженер В. П. Вологдин.
С 1908 года Реммерт — помощник Главного инспектора минного отдела Главного управления кораблестроения (ГУК). В 1909 году «за ревностную и высокополезную службу, в особенности за постановку во флоте радиотелеграфного дела» произведён в капитаны 1-го ранга. В 1910 году посетил Германию и познакомился с новыми искровыми передатчиками ударного возбуждения, повышавшими дальность действия радиосвязи, которые были взяты на вооружение российским флотом.
С 24 ноября 1911 года исправлял должность начальника минного отдела ГУКа. В 1912 году, по просьбе директора Николаевской Главной астрономической обсерватории академика О. Баклунда, Реммерт совместно со старшим лейтенантом А. М. Щастным организовал приём в обсерваторию сигналов точного времени от Эйфелевой башни.
В январе 1913 года за отличие по службе и «за завершение организации радиотелеграфного отдела во флоте, окончание постройки радиотелеграфного завода, лаборатории и центрального склада и их оборудование» произведён в генерал-майоры. Командующий Балтийским флотом вице-адмирал Н. О. Эссен, оценивая снабжение флота средствами радиосвязи в канун Первой мировой войны, в письме Реммерту отмечал, что «…по части радиотелеграфной, несмотря на растущую потребность в новых установках и неисключительно усиленное действие существующих, ни разу не произошло ни малейших задержек в своевременном, удовлетворении нужд флота по этой части».
10 апреля 1916 года высочайшим приказом по флоту и Морскому ведомству произведён в генерал-лейтенанты с оставлением в должности. В июне 1917 года уволен в бессрочный отпуск по состоянию здоровья.

### Служба в советский период
После Октябрьской революции 1917 года остался в России. Являлся делегатом первого Всероссийского съезда военных радиотелеграфистов, который проходил в декабре 1917 года в Инженерном замке Петрограда, был в числе учредителей Российского общества радиоинженеров. В мае 1918 года призван в ряды Рабоче-крестьянского Красного флота. 10 сентября 1918 года назначен начальником отряда транспортов Балтийского моря. В августе 1919 года назначен штатным преподавателем и заведующим физическим кабинетом Училища командного состава флота.
В 1927 году уволен по болезни. Скончался в 1931 году.

## Семья
Был женат. Имел двух детей. Старший сын — Александр (1890—1917) окончил Морской Корпус с золотым знаком, подводник, старший офицер подводной лодки «Барс», погиб весной 1917 года вместе экипажем лодки.

## Станция беспроводной связи на Кутсало

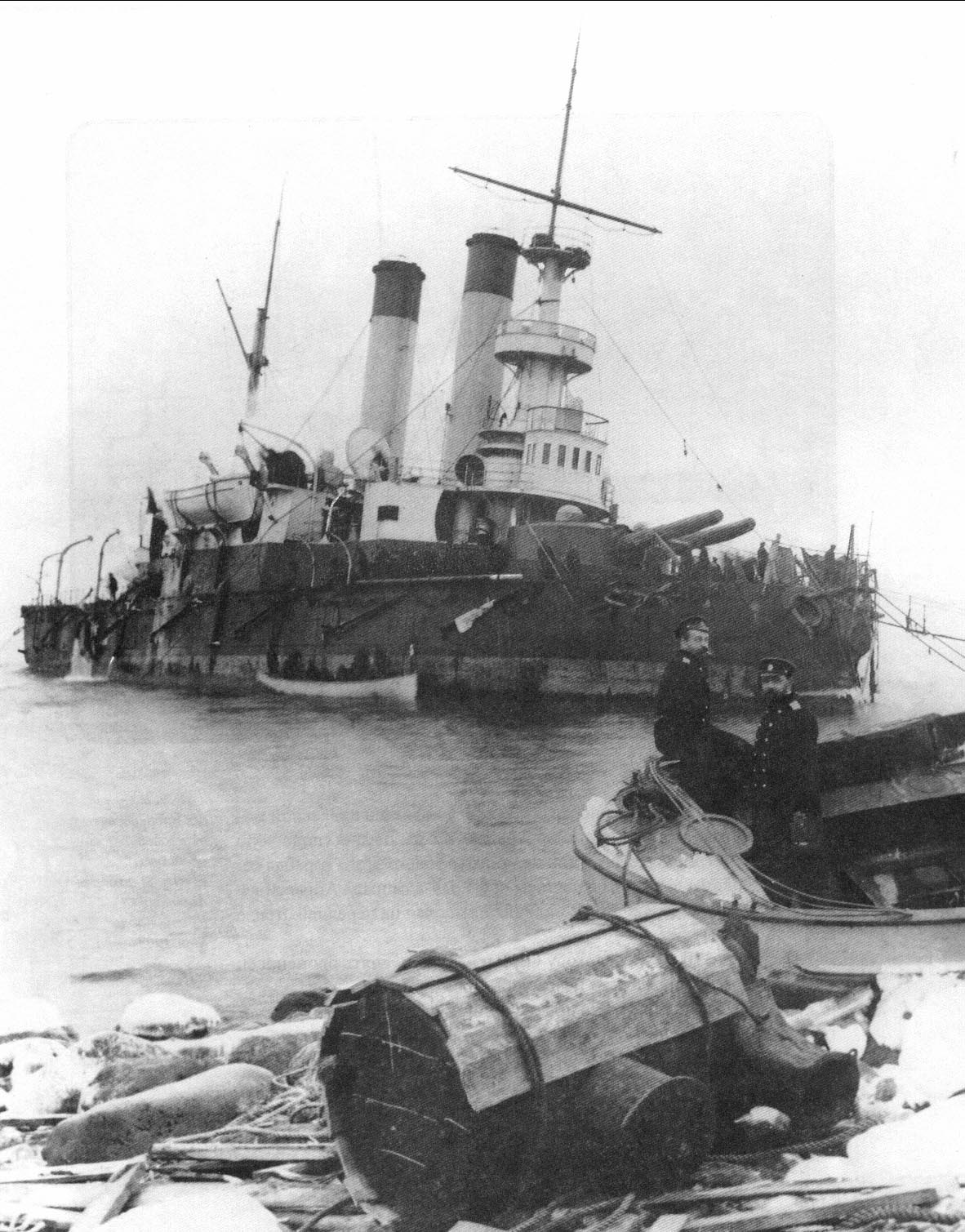
Броненосец береговой обороны «Генерал-адмирал Апраксин» на камнях у острова Гогланд, апрель 1900

13 ноября 1899 года на подводную скалу юго-восточнее острова Гогланд сел броненосец береговой обороны «Генерал-адмирал Апраксин», следовавший из Кронштадта в Либаву. Для содействия операции по спасению корабля было решено организовать беспроводную телеграфную связь между Гогландом и Коткой, откуда действовал проводной телеграф до Санкт-Петербурга.
Возведением телеграфной станции на острове Кутсало, вблизи Котки, руководил Реммерт. Настройку аппаратуры осуществлял А. С. Попов. На Гогланде настройкой аппаратуры занимался П. Н. Рыбкин, а возведением станции руководил капитан 2-го ранга И. И. Залевский — он в этой экспедиции был старшим, а Реммерт согласился быть его помощником:181. Использовалась испытанная на Черноморском флоте в августе — сентябре 1899 года аппаратура фирмы Дюкрете с телефонными приёмниками, изготовленными в мастерской Е. В. Колбасьева, для приёма телеграфного сигнала на слух.
Реммерт с командой из 6 человек:149 прибыл в Котку в конце декабря (согласно журналу станции: «В Котке, на острове Кутсало приступлено к устройству телеграфа 23 декабря 1899 г.»). Поначалу планировалось установка станции на острове Кирконмасари, который имел телефонную связь с Коткой:182. Однако его сильно, особенно этой зимой, заносило снегом, что затрудняло транспортировку оборудования — местные извозчики отказывались ехать туда на лошадях, так как снег доходил до человеческого роста:144.
Было решено установить станцию на Кутсало, что по расчётам Реммерта увеличивало расстояние между станциями с 36 до 44 км:142—143 (по другим сведениям, расстояние между станциями было около 46 км). Связь с Коткой осуществлялась по телефонной линии, идущей от поселения, где проживал Вильгельм Аутио:145.
Попов приехал на станцию 7 января, ознакомился с работами, дал подробные указания, в частности отметил недостаточную, по его мнению, высоту мачты из-за находящихся поблизости деревьев. Вечером 8 января он отбыл с Кутсало с целью доставки из Санкт-Петербурга более чувствительных приборов, полученных от Дюкрете, и с намерением вернуться 13 января.
С 10 января в команде Реммерта было уже 12 человек:149. Станция начала работать 16 января, судя по записи в журнале станции: «18.I. 9 час. утра. Гогланд, Котка. Работаем третий день. Попов». Первоначальная высота антенной мачты 22 января была увеличена до 56 м (высота антенны 53 м), о чём вечером было телеграфировано на Гогланд, но ответ не был получен. Около 9 вечера на станцию поступило сообщение по телефону от генерал-майора Шемана об унесённых на льдине рыбаках с приказом передать на Гогланд для принятия мер по спасению, Реммерт обещал телеграфировать завтра с 9 утра. В журнале записано: «23.I, 9 час. утра. Гогланд. К вам плывут на оторванной льдине 50 человек. Сообщите, что с ними. Реммерт». Так как ответы не поступали (было пасмурно и шёл снег), Реммерт с помощником отправился осматривать местность для переноса станции к южной оконечности острова — они вышли на побережье в 2 часа дня. Следующая запись в журнале: «23.I, 3 часа 30 мин. дня. Слушали, не получалось. Мачта у нас готова. От вас ничего не получается. Реммерт».
Утром 24 января Попов попробовал подключить к приёмнику аппарат Морзе, но он лишь чувствовал разряды и не смог работать правильно, поэтому продолжался приём на телефон. Приёму сообщений мешали атмосферные разряды, которые отрицательно действовали на основной элемент приёмника — когерер: частицы наполнителя в нём спекались, приём прекращался и когерер необходимо было встряхивать:142.
24 января около 2 часов дня на Гогланде была принята получившая впоследствии известность телеграмма командиру ледокола «Ермак». В журнале на Кутсало записано: «24.I. 9 час. утра. Гогланд из С.-Петербурга. Командиру ледокола Ермак. Около Лавенсари оторвало льдину с 50 рыбаками; окажите немедленно содействие спасению этих людей. 186. Авелан». Затем передаваемый текст был, очевидно, сокращён: «24.I, 2 час. 15 мин. дня. Командиру Ермака. Около Лавенсари оторвало льдину рыбаками. Окажите помощь. Авелан». Ледокол вышел на поиски в 4 утра 25 января, рыбаки были спасены. После 26 января в команде Реммерта осталось 4 человека:149. Попов тоже уехал. 31 января приказом по Морскому ведомству за работы по организации беспроводной связи Попову была объявлена «высочайшая благодарность», а Залевскому, Реммерту и Рыбкину было «изъявлено монаршее благоволение».
Однако связь была неустойчивой — о принятой на Гогланде телеграмме на Кутсало узнали только 25 января. Станция здесь находилась далеко от берега, окружённая лесом:143, 147, а станция на Гогланде была построена на открытой площадке на высоком утёсе (25 м от уровня моря), и вертикальная проекция антенны, спускавшейся к подножию утёса, составляла около 64 м (210 футов):183, 185. Для улучшения связи Реммерт подготовил мероприятия для возведения новой станции на южной оконечности Кутсало (с 30 января команда была увеличена до 10 человек:149), но это требовало больших затрат. Поэтому было решено увеличить высоту мачты — 4 февраля в условиях мороза до −20 °С она была увеличена до 62 м (203 фута). В своём рапорте Реммерт обратился к морскому начальству с просьбой о награждении выполнявших работы в тяжёлых условиях на высоте и поощрении остальных участников:148—149.
После достижения устойчивой связи на станцию на два дня приезжал Попов. Спустя неделю после его отъезда Реммерт тоже отбыл в Санкт-Петербург, оставив начальником станции ближайшего помощника по команде, унтер-офицера Андрея Безденежных, который в своё время был учеником Попова. За 84 дня было передано 440 официальных телеграмм, 14 апреля 1900 года с Гогланда была передана телеграмма о снятии с камней броненосца. После окончания операции станция с Кутсало была перенесена в Котку, аппаратура размещалась в здании полицейского управления, а мачта стояла на скале Норскан-Калли (фин. Norskan kalliolla).

## Награды
Российской империи:
- серебряная медаль «В память царствования императора Александра III» (1896);
- серебряная медаль «В память коронации Императора Николая II» (1896);
- Орден Святой Анны 3-й степени (6 декабря 1897);
- Орден Святого Станислава 2-й степени (6 декабря 1901);
- Орден Святой Анны 2-й степени (1905);
- Орден Святого Владимира 4-й степени за 25 лет службы в офицерских чинах (1908);
- Орден Святого Владимира 3-й степени (25 марта 1912);
- светло-бронзовая медаль «В память 300-летия царствования дома Романовых» (1913);
- Орден Святого Станислава 1-й степени (22 марта 1915);
- светло-бронзовая медаль «В память 200-летия морского сражения при Гангуте» (1915).

Иностранные:
- Орден Красного орла 3-й степени (Пруссия, 1902);
- Орден Почётного легиона (офицер, Франция, 1911).